# Борславлево
Борславлево (по топокарте Борслово) — деревня в Вареговском сельском поселении Большесельского района Ярославской области.

## История
Деревня Борславлева указана на плане Генерального межевания Борисоглебского уезда 1792 года. В 1825 году Борисоглебский уезд был объединён с Романовским уездом. По сведениям 1859 года деревня относилась к Романово-Борисоглебскому уезду.

## Население
По данным статистического сборника «Сельские населенные пункты Ярославской области на 1 января 2007 года», в деревне Борславлево проживает 1 человек.

## География
Деревня расположена к юго-востоку от Варегово, центра сельского поселения. Она стоит к востоку от обширного района торфозаготовок Варегово болото у истоков реки Лиховодка, первого левого притока Печегды. Деревня расположена на открытой местности, на расстоянии менее 1 км к северо-западу от неё находится село Шельшедом (Шольша), где ранее был сельсовет. На удалении 1 км к востоку деревня Поляна, на расстоянии 1,5 км к юго-западу деревня Ермаково.